# Малігнізація
Малігнізація (лат. Malignus — шкідливий, згубний) — набуття клітинами нормальної або патологічно зміненої тканини організму (у тому числі доброякісної пухлини) властивостей злоякісної пухлини. У основі малігнізації лежать порушення процесів диференціювання і проліферації клітин.
Процес малігнізації багатостадійний. Розпочинається з навіть не пухлинної, а передпухлинної хвороби, коли розпочинається підвищена мутабельність у якійсь групі клітин або з однієї при спадковій хворобі.
Це викликає порушення у різних генах, зокрема і в тих, які зумовлюють проліферацію. Клітини мають дуже багато систем, що запобігають розвитку таких подій. І в більшості випадків все повертається до норми. Але бувають випадки, надзвичайно рідкісні, коли з геном-мутатором, який утворився з нормального гена, регуляторні механізми клітини не можуть упоратися. Тоді мутації продовжують накопичуватися.
Мутовані клітини, які не ідентифікував імунний нагляд клітин, при розмноженні утворюють нові похідні клітини. Збільшується частина клітин, яка ще гірше розпізнаватиметься імунним наглядом. Таким чином залишаються не знищені клітини, які система імунітету перестає розпізнавати. Пухлинна клітина, яка з'явилася, не завжди утворює пухлину. Пухлина виникає лише тоді, коли утворюються клітини, «невидимі» для імунного нагляду.